# Carl Retzlaff
Carl Friedrich Wilhelm August Retzlaff (* 18. Juli 1863 in Berlin; † 22. September 1929 in Detmold) war ein deutscher Bildhauer, Medailleur und Porträtmaler.

## Leben
Retzlaff war der Sohn des Stellmachermeisters Johann Friedrich Retzlaff (* 1836) und dessen Frau Joh. (geborene Brasch). Er besuchte die Bürgerschule und erlernte von 1877 bis 1881 die Technik der Holzbildhauerei. Er arbeitete danach vier Jahre als Holzbildhauergehilfe. 1885 besuchte er die Kunstgewerbeschule und von 1886 bis 1889 die Königliche Kunstschule zu Berlin. Im Atelier von Max Baumbach führte er figürliche Arbeiten in Holz für die königlichen Museen aus. 1890 arbeitete er als Steinbildhauer an großen Figuren des Reichstagsgebäudes. Er studierte von 1891 bis 1893 im Meisteratelier für die Bildhauerkunst in der Meisterschule bei Ludwig Manzel an der Kgl. Akademie der Künste und bei Heinrich Wefing. Danach übersiedelte er 1893 nach Detmold, wo er ab 1896 als Modelleur, zuerst im Ornament, später als Figurist an Denkmälern arbeitete und als Lehrer an der Städtischen Gewerbeschule tätig war, ehe er 1899 ein „Lehratelier für plastische Künste“ gründete. Zunächst fertigte er dort dekorative Arbeiten in Gips, Holz und Stein. Dann widmete er sich ganz der freien Kunst und entdeckte dabei auch seine Neigung für das Porträtfach. 1902 gründete er zusammen mit Martha Caesar den „Lippischen Kunstverein“, organisierte Kunstausstellungen und war auch schriftstellerisch mehrfach betätigt. Von 1905 bis 1907 lehrte er auch am Polytechnikum in Lage.
Familie

Retzlaff war zweimal verheiratet:
- Klara (geborene Schäfer), Tochter des Gastruper Kaufmanns Schäfer und dessen Frau Lina (geborene Weert).
- Marie (geborene Koke), Tochter des Schwalenberger Tischlermeisters Ernst Koke und dessen Frau Henriette (geborene Wallburg).[2]